# Contracorriente - Controcorrente
Contracorriente - Controcorrente (Contracorriente) è un film del 2009 diretto da Javier Fuentes-León ed interpretato da Manolo Cardona e Cristian Mercado. Pubblicato nel 2010, per la distribuzione internazionale è utilizzato il titolo in lingua inglese Undertow (corrente). Il film è stato selezionato dal Consejo Nacional de Cinematografía per rappresentare il Perù nella categoria miglior film straniero ai premi Oscar del 2010, ma non è stato selezionato tra i finalisti.

## Trama
Miguel è un giovane pescatore di Cabo Blanco, un villaggio di pescatori nel nord del Perù ancorato a costumi tradizionali e integralisti. È sposato con Mariela, che è in attesa del loro primo figlio. Miguel intrattiene una relazione segreta con Santiago, un pittore proveniente da una famiglia benestante che non nasconde la propria omosessualità. Al contrario Miguel, condizionato dal pregiudizio verso l'omosessualità nutrito dai suoi compaesani, ha molti problemi nel mostrarsi innamorato di un uomo.
Santiago accidentalmente annega in mare. Da quell'istante, il suo spirito comincia ad apparire a Miguel, al quale chiede aiuto per il trapasso. Miguel comprende che l'anima dell'amato potrà riposare solo dopo che le spoglie verranno offerte al mare secondo la tradizione del luogo. Così, inizia ad immergersi per ricercare il cadavere del suo amante, ma nel frattempo si rende conto che lo spirito di Santiago apparendo solo a lui gli permette di vivere apertamente la propria relazione omosessuale: egli, infatti, al contrario di prima, è libero di vivere la sua storia con Santiago anche in pubblico, può ad esempio tenerlo per mano camminando per le strade del paese o, semplicemente, osservarlo senza doversi nascondere per parlargli. Quando ritrova il cadavere, allora, decide egoisticamente di lasciarlo in mare e di legarlo ad una roccia senza dire nulla a nessuno.
La situazione è destinata però a mutare rapidamente. Santiago, infatti, soffre per il mancato trapasso ed inizia a chiedere a Miguel di non invocarlo più. Inoltre, a seguito della scomparsa di Santiago vengono alla luce numerosi dipinti che ritraggono Miguel nudo. D'un tratto il paese incomincia a vociferare mettendo Miguel in un vicolo cieco: i suoi amici si allontanano e la moglie, dopo una lite, si trasferisce a casa della madre portandosi via il figlio appena nato. Miguel decide allora di andare a ripescare il corpo di Santiago, ma per sua sfortuna il mare se lo è trascinato al largo.
Col passare del tempo, le cose per Miguel sembrano tornare alla normalità, Mariela fa ritorno a casa e i suoi amici riprendono a trattarlo come prima. Qualche tempo dopo, però, il corpo di Santiago rimane intrappolato nelle reti di un peschereccio e consegnato alla famiglia d'origine che vuole dargli la sepoltura. Saputa la notizia, Miguel reclama pubblicamente le spoglie dell'amante per poterle offrire al mare secondo la cerimonia tradizionale del luogo. In tal modo svelerà la propria vera identità avanti a tutti e troverà al suo fianco solo gli amici più veri e perdendo alcune persone che amava. Il rituale termina quando Miguel getta in mare il corpo di Santiago liberando il suo spirito e congedandolo per sempre con un bacio intenso.

## Premi
- 2011 - Chlotrudis Awards
  - Nomination per il miglior film
  - Nomination per la miglior fotografia a Mauricio Vidal
- 2011 - Dorian Awards
  - Nomination  come film a tematica LGBTQ dell'anno
- 2011 - Festival international du premier film d'Annonay
  - Premio per la migliore colonna sonora a Selma Mutal
  - Nomination al Premio della Giuria ("Grand Jury Prize")
- 2011 - GLAAD Media Awards
  - Nomination per il miglior film della piccola distribuzione
- 2011 - Goya Awards
  - Nomination per il miglior film latinoamericano
- 2010 - Camerimage
  - Nomination "Special Award" per la fotografia a Mauricio Vidal
- 2010 - Chicago Latino Film Festival
  - Premio del Pubblico ("Audience Choice Award")
- 2010 - Festival Internacional de Cine de Cartagena de Indias
  - Premio del Pubblico ("Audience Award") al miglior film colombiano
  - Nomination "Golden India Catalina" al miglior film
- 2010 - Frameline Film Festival
  - Miglior film d'esordio ("Best First Feature")
- 2010 - Lima Latin American Film Festival
  - Premio del Pubblico ("Audience Award")
- 2010 - Miami International Film Festival
  - Premio del Pubblico ("Audience Award - Ibero-American Competition")
  - Nomination al Premio della Giuria ("Grand Jury Prize" - Ibero-American Competition")
- 2010 - Outfest
  - "Outfest Achievement Award"
- 2010 - Premios Macondo
  - Miglior attore non protagonista a Manolo Cardona
- 2010 - Provincetown International Film Festival
  - Premio del Pubblico ("Audience Award") al miglior film
- 2010 - Sundance Film Festival
  - Premio del Pubblico ("Audience Award World Cinema - Dramatic") al miglior film drammatico non americano
  - Nomination al Premio della Giuria ("Grand Jury Prize World Cinema - Dramatic") al miglior film drammatico non americano
- 2009 - Festival internazionale del cinema di San Sebastián
  - "Sebastiane Award" a Javier Fuentes-León